# Brooklyn Celtic
I Brooklyn Celtic erano una società calcistica statunitense con sede a New York.

## Brooklyn Celtic (1910-1917)
La squadra a livello dilettantistico venne costituita nell'agosto del 1910 gareggiando nella New York Amateur Association Football League dal 1912 al 1917 vincendo cinque campionati.
Nella prima e seconda edizione della National Challenge Cup (US Open Cup) arrivarono in finale ma perderono rispettivamente contro i Brooklyn Field Club e i Bethlehem Steel Football Club.

## Brooklyn St. Mary's Celtic (1932-1943)
La società venne rifondata quindi anni dopo per partecipare alla lega nazionale della American Soccer League, anch'essa appena rifondata dopo la recessione che la fece fallire.
La formazione verde bianco riuscì a raggiungere buoni risultati come le semifinali del campionato 1936-37 venendo battuti dal Brooklyn Hispano e nel campionato successivo dove questa volta vennero sconfitti in finale da Kearny Scots.
L'anno successivo la formazione ebbe modo di vincere la National Challenge Cup (US Open Cup) battendo in finale i Chicago Manhattan Beer.
In questo periodo la formazione cambiò denominazione per due volte, dall'originale Brooklyn Celtic Football Club (1933-34), si passò al Brooklyn Celtic (1934-35), al definitivo Brooklyn St. Mary's Celtic Football Club (1935-43).

## Giocatori
- Frank Mather
- Andrew Robertson
- David Flanagan
- Frank O'Hara
- Hugh Kelly
- Patrick Butler
- Albert Lonie
- Thomas Campion
- Mike King
- Robert Owen
- Rodney O'Hallaran

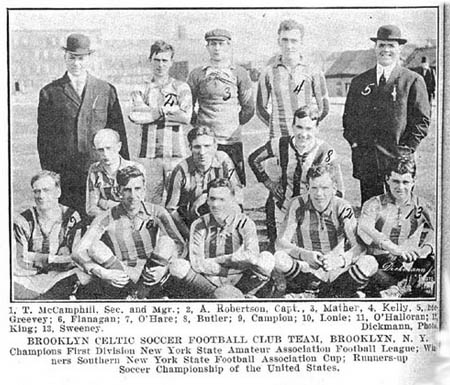
Brooklyn Celtic 1913–14

- George Tintle (1916-1917)
- James Robertson (1916-1918)
- Davey Brown (1932–1935)
- Tom Lynch

## Palmarès

### Competizioni nazionali
- U.S. Open Cup: 1

1938-1939

### Altri piazzamenti
- American Soccer League:

Secondo posto: 1937-1938
- U.S. Open Cup:

Finalista: 1913-1914, 1914-1915, 1938